# Camel of Doom
Camel of Doom war eine von 2000 bis 2018 aktive Death- und Stoner-Doom-Band.

## Geschichte
Inspiriert von Doom Metal und Psychedelic Rock wurde Camel of Doom 2000 von Kris Clayton in Congleton als Solo-Projekt gegründet. Der Name sollte dabei auf den von Kyuss geprägten Begriff Desert Rock verweisen. Clayton spielte zu Beginn mit dem eng befreundeten Schlagzeuger Tom Sadler und wechselnden weiteren Musikern probend, während Clayton die Aufnahmen allein gestaltete. Nachdem er aufgenommene Stücke in einem lokalen Online-Forum präsentiert hatte, wurde Camel of Doom zu einem anstehenden Nachwuchs-Wettbewerb eingeladen. Um das kurzfristige Angebot wahrnehmen zu können formierte Clayton eine Bandbesetzung bestehend aus ihm als Sänger und Gitarristen, dem Schlagzeuger Sadler, der Bassistin Laura Wittingham, und der Saxophonistin Rosie Potts. Die Gruppe probte neben ihren alltäglichen Verpflichtungen wenige Male in den zur Verfügung stehenden zwei Wochen und erspielte sich bei ihrem ersten Auftritt den dritten Platz des Wettbewerbs. Ausgehend von der Erfahrung als Band und einem sich Wandelnden Musikgeschmack entwickelte Clayton das Projekt fort. Doch unterbrach Clayton die Aktivität des Projektes. Neben dem zeitnah entstandenem Projekt Imindain begründete Clayton die Unterbrechung mit den schulischen Verpflichtungen der Musiker, die alle ihren Abschluss vorbereiteten.
Imindain bekamen indes Angebote für Auftritte mit Bands wie Pantheist, Indesinence und Esoteric, was Clayton als „Kern der britischen Extrem-Doom-Szene“ beschrieb. Weshalb er sich auf Imindain konzentrieren. Nachdem Greg Chandler das Imindain-Debüt Monolithium in den Priory Recording Studios abgemischt und gemastert hatte kam es zu einem zeitweiligen Engagement Claytons bei Esoteric, was sich ebenfalls dämpfend auf die Aktivität mit Camel of Doom auswirkte. Ab dem Jahr 2008 führte er das Projekt dann fort. Clayton variierte zwischenzeitlich die Besetzung seiner Band. Während Camel of Doom in einer konstanten Besetzung ab dem Jahr 2012 erneut Auftritte in Großbritannien absolvierte, kam es 2014 zu ersten Kooperation mit einem Label. So erschien im Jahr 2014 Psychodramas: Breaking the Knots of Twisted Synapse  über Voice of Azram und zwei Jahre darauf Terrestrial über Solitude Productions. Terrestrial erfuhr internationale Aufmerksamkeit, derweil die Resonanz unterschiedlich ausfiel. Herr Møller von Metal.de urteilte so mit fünf von zehn möglichen Punkten, dass das Album sei „[g]anz nett, mehr nicht“ während Mike Liassides für Doom-Metal.com zehn von zehn Punkten vergab und es als „ein absolut erstklassiges Album“ und eines der besten des Jahres beschrieb. Nach weiteren zwei Jahren und mit der Gründung der Industrial-Metal-Band Self Hypnosis, mit Greg Chandler löste Clayton Camel of Doom endgültig auf. Self Hypnosis sei hierbei die Fortführung der Entwicklung von Camel of Doom mit Self Hypnosis und verwerte eingangs für Camel of Doom gedachtes Material.

„So at some point during the writing of what would have been the 5th full length record, I decided the time had come to let Camel of Doom die and be reborn anew.“

„Irgendwann während des Schreibens des fünften Albums entschied ich, dass die Zeit gekommen sei, Camel of Doom sterben zu lassen um neu geboren zu werden.“

## Stil
Anfangs entsprach die Musik von Camel of Doom umfassend dem Stoner Doom entwickelte sich jedoch bis zum finalen Album Terrestrial zu einer unter anderem von Godflesh beeinflussten Musik die Elemente des Industrial Metal, Death Doom und Post-Metal aufnahm und mit einer Tendenz zu psychedelischen Effekten und energischem Riffing vermengt. So kombiniere Camel of Doom auf Terrestrial, dem Pressetext folgend, groovige Momente mit langen atmosphärischen Riffs und Motiven des Industrials. Kernstil und Grundtenor der Musik blieben im Laufe aller Weiterentwickelung und Fortschritte erhalten. Die Musik basiere auf dem Stoner Doom, kombiniere das dem Genre entsprechende Riffing, mit Momenten des Sludge und Death Doom, gutturalem Gesang, Einem Synthesizer-Spiel das an den Space-Rock erinnere sowie experimentelle und progressive Einlagen.

## Diskografie
- 2002: The Song with Rocks In (EP, Selbstverlag)
- 2002: Child of the Scream (EP, Selbstverlag)
- 2003: The Desert at Night (EP, Selbstverlag)
- 2004: Camel of Doom (Demo, Selbstverlag)
- 2008: The Diviners Sage (Album, Selbstverlag)
- 2011: The Night After Time (EP, Selbstverlag)
- 2012: Psychodramas: Breaking the Knots of Twisted Synapse (Album, Selbstverlag)
- 2012: EarthHammer (EP, Selbstverlag)
- 2014: Psychodramas: Breaking the Knots of Twisted Synapse (Album, Voice of Azram)
- 2016: Terrestrial (Album, Solitude Productions)